# Monterrey (Aserrí)
Monterrey è un distretto della Costa Rica facente parte del cantone di Aserrí, nella provincia di San José.